# Фонд Остров Хомбройх

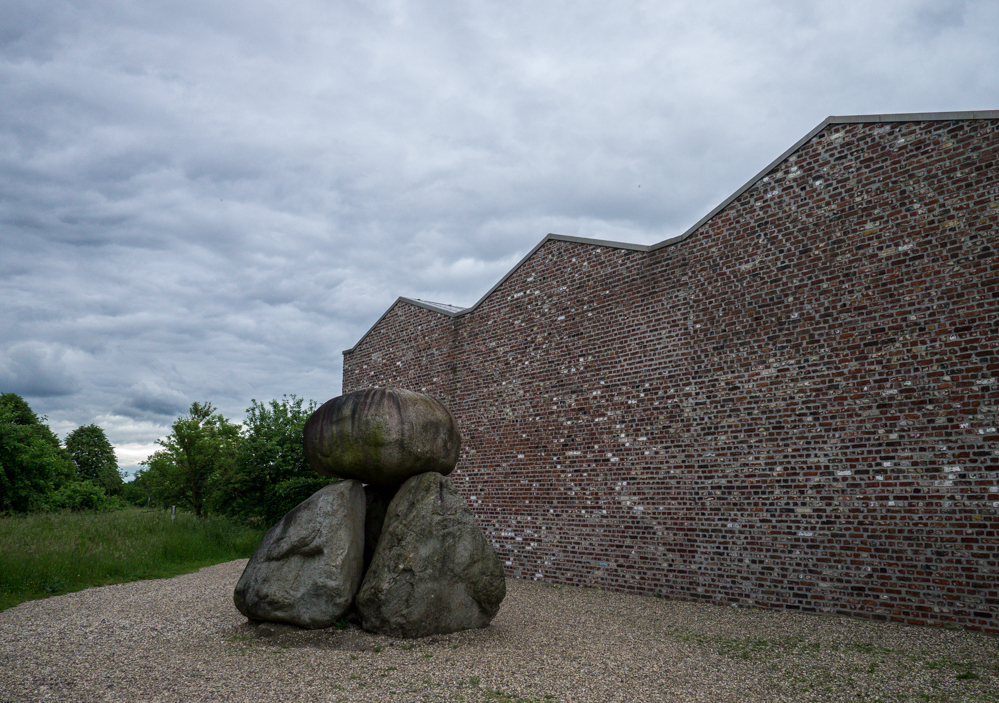

Фонд Остров Хомбройх (нем. Stiftung Insel Hombroich) — центр современной культуры и искусства, культурно-рабочее пространство, расположенное под городом Нойс, земля Северный Рейн-Вестфалия, в непосредственной близости от Дюссельдорфа. В состав комплекса входят Музей «Остров Хомбройх», Ракетная база Хомройх и Поле Киркебю.
Фонд был основан совместными усилиями предпринимателя и мецената Карла-Генриха Мюллера и при поддержке города Нойс, района Рейн-Нойс и земли Северный Рейн-Вестфалия в 1996 году, и позиционируется как «культурное пространство» и «культурная лаборатория», на территории которой проживают и работают художники, устраиваются концерты, экспонируются предметы искусства. «Остров Хомбройх» сотрудничал со многими современными деятелями искусства, среди которых Рудольф Финстервальдер, Кацухито Нисикава, Тадао Андо, Оливер Крузе, Алвару Сиза, Раймунд Абрахам и другие. На территории «Острова Хомбройх» находится библиотека и архив работ Мартина Хайдеггера, которой заведовал его ученик Вальтер Бимель.

## Музей «Остров Хомбройх»
В музее экспонируется личная коллекция искусства, собранная Карлом-Генрихом Мюллером. Музей был основан в 1982 году на месте старого поместья и заброшенного английского сада. Ландшафтный архитектор Бернард Корте разработал план развития парка, согласно которому были выкопаны пруды, посажены новые растения и деревья, которые должны были имитировать природный, неорганизованный рукой человека пейзаж. Территория парка никогда не была островом до земляных работ в начале двадцатого века, после которой часть территории действительно превратилась в остров. Изначально, по замыслу создателей, название «Остров Хомбройх» должно было говорить посетителям, что на территории музея все происходит не так, как в обычной жизни, что это место не является законченным проектом, а пребывает в постоянном поиске и изменении. «Остров Хомбройх» провозглашался домом для людей, животных и растений, где природа и искусство сосуществуют на равных как две созидающие силы.
В музее представлены художники Жан Арп, Александр Колдер, Поль Сезанн, Эдуардо Чильида, Ловис Коринт, Жан Фотрие, Альберто Джакометти, Ив Кляйн, Густав Климт, Анри Матисс, Франсис Пикабиа, Рембрандт, Курт Швиттерс, искусство кхмеров и древнего Китая. Они экспонируются в выставочных павильонах, которые построил скульптор Эрвин Герих. Произведения искусства расставлены в хаотичном порядке, без названия и указания места создания — это соответствует идеологии гедонистического музея, провозглашенной Мюллером. В гедонистическом музее посетитель должен прогуливаться и воспринимать произведения искусства непосредственно, путем феноменологического опыта. Сами павильоны Эрвин Герих называет архитектурными скульптурами: скульптурными объемами, разросшимися до размеров архитектуры.
В период с 1995 по 2009 над архитектурой «Острова Хомбройх» также работал известный португальский архитектор Алвару Сиза, а в 2015 году выставлялся современный датско-исландский художник Олафур Элиассон. На территории музея находится мастерская Анатоля Херфельда, ученика Йозефа Бойса.

## Ракетная база Хомбройх
Бывшая военная база НАТО, просуществовавшая с 1967 по 1990, которая была выкуплена Мюллером в 1994. Сейчас на ее территории находятся бывшие военные объекты, концертный зал, библиотека, мастерские художников.

## Поле Киркебю
Жилой и выставочный комплекс, где находятся мастерские и экспозиционные залы. Его создатель, датский художником и архитектором Пер Киркебю (1938), создавая архитектурные объемы зданий, хотел продолжить эстетическую и социальную программу, заявленную в самом начале Мюллером, а также развить идеи архитектурной скульптуры, которые провозгласил Эрвин Герих в своих павильонах.